# 365 Corduba
A 365 Corduba (ideiglenes jelöléssel 1893 V) a Naprendszer kisbolygóövében található aszteroida. Auguste Charlois fedezte fel 1893. március 21-én.